# Gasexplosion in Wilhelmsburg 1999
Die Gasexplosion in Wilhelmsburg ereignete sich in Wilhelmsburg, Niederösterreich, am 2. Dezember 1999 in den Abendstunden. Bei dem Einsturz eines dreistöckigen Gebäudes starben zehn Menschen.

## Verlauf
Das Wohnhaus im Conrad-Lester-Hof im niederösterreichischen Wilhelmsburg wurde im Jahr 1999, 30 Jahre nach seiner Erbauung, renoviert. Gegen Ende der Arbeiten sollten am 2. Dezember 1999 Blitzschutzanlagen installiert werden. Ein Monteur bohrte, weil keine genauen Pläne vorlagen, versehentlich eine Gasleitung an. Ein herbeigerufener EVN-Mitarbeiter war rasch am Ort des Geschehens und führte Messungen durch. Im Keller des Gebäudes enthielt das Luftgemisch 20 Prozent Gas. Der EVN-Mitarbeiter öffnete daraufhin einige Fenster, drehte den Strom ab und ließ das Haus evakuieren. Kurze Zeit später traf ein weiterer Techniker der EVN ein und dichtete das defekte Rohr ab.
Die folgenden Gasmessungen ergaben keine erhöhte Gasdichte, den Bewohnern wurde das Betreten des Hauses wieder erlaubt und der Strom wurde aufgedreht. Die auf das Unglück nachfolgende Untersuchung ergab, dass etwa 1000 Kubikmeter Gas, davon 100 im Keller, ausgetreten sein mussten. Das aufgestaute Gas-Luft-Gemisch wurde vom Zündfunken einer Kühltruhe erfasst, ein unsachgemäß verlegtes Elektrokabel kanalisierte die Gaszufuhr.
Etwa 40 Minuten nach dem Einschalten des Stroms, gegen 18:30 Uhr, ersten Pressemeldungen zufolge gegen 18:50 Uhr, kam es zur Explosion. Das dreistöckige Wohnhaus mit 12 Wohnungen brach in sich zusammen und hinterließ einen acht Meter hohen und 40 Meter langen Schuttkegel.
Da die Dienststelle des Samariterbundes sich in unmittelbarer Nähe des Unglücksortes befand, war der Rettungsdienst sehr schnell vor Ort. Zunächst wurde von bis zu 40 Verschütteten ausgegangen, da nach der Evakuierung jedoch noch nicht alle Bewohner in ihre Wohnungen zurückgekehrt waren, befanden sich nur 15 Personen zum Zeitpunkt der Explosion im Gebäude. Vier Personen konnten sich kurz nach der Explosion selbst befreien. Nach kurzer Zeit kamen den lokalen Rettungsdiensten und Freiwilligen Feuerwehren der ABC-Abwehrzug des Bundesheeres aus St. Pölten und einige Rettungshundestaffeln zu Hilfe. Später trafen auch noch Gruppen aus der ABC-Abwehrschule aus der Wiener Wilhelmskaserne ein. In den darauffolgenden 30 Stunden konnten zwei Personen lebend gerettet werden: Einer älteren Frau, deren Beine zwischen zwei Betonplatten eingeklemmt waren, mussten beide Beine vor Ort amputiert werden. Sie verstarb vier Wochen darauf im Krankenhaus St. Pölten. Ein 15-jähriges Mädchen konnte lebend gerettet werden. Neun Personen konnten nur mehr tot geborgen werden.

## Unglücksursachen
Im Juni 2001 mussten sich der Monteur der Blitzschutzanlage und zwei EVN-Techniker wegen fahrlässiger Gemeingefährdung mit Todesfolge in zehn Fällen vor einem Strafrichter am Landesgericht St. Pölten verantworten. Die beiden Techniker wurden mit je zwei Jahren Haft bestraft, davon ein Monat unbedingt. Der Monteur erhielt eine Haftstrafe von zwei Jahren, die komplett zur Bewährung ausgesetzt wurde. Das Urteil wurde im Mai 2003 rechtskräftig.
Die Sachverständigen des Gerichtes hatten 13 Fehler der Männer aufgezeigt, die in Summe das Unglück verursachten. Neben dem Anbohren der Gasleitung durch den Monteur trafen die EVN-Techniker vor allem falsche Entscheidungen. Sie öffneten zu wenige Fenster und stoppten die Gaszufuhr nicht. Zudem führten sie die Gasdichtemessungen nach dem Beheben des Defektes an zu wenigen und den falschen Stellen durch. Keine Schuld traf den Monteur des Elektrokabels, gegen ihn wurde keine Anklage erhoben.

## Folgen
Der direkt an das eingestürzte Gebäude angrenzende Wohnblock musste aufgrund statischer Probleme kurz nach der Explosion eingerissen werden.
Nachdem die Bewohner des Hauses, die zum Unglückszeitpunktes außer Haus waren und das Unglück überlebt hatten, eine detaillierte Liste des Hausrates und der Wertgegenstände aufgestellt hatten, erklärte sich die EVN außergerichtlich bereit, 75 Prozent des materiellen Verlustes abzugelten. Diese Entschädigung soll in Summe 20 Millionen Schilling (Inflationsbereinigt etwa 2.080.000 Euro) betragen haben.